# L'eterno fidanzamento
L'eterno fidanzamento è un  mediometraggio muto italiano del 1914 diretto da Riccardo Tolentino.